# Hendrik Van Brussel
Hendrik Van Brussel (Ypres, 24 de outubro de 1944 (80 anos)) é um engenheiro mecânico belga. É professor emérito da Universidade Católica de Leuven.